# Bénévent-l'Abbaye
Bénévent-l'Abbaye (okcitansko Benavent) je naselje in občina v francoskem departmaju Creuse regije Limousin. Leta 2008 je naselje imelo 858 prebivalcev.

## Geografija
Kraj leži v pokrajini Marche 25 km jugozahodno od Guéreta.

## Zgodovina
Leta 1028 je kanonik Limogesa Umbert v kraju Segondelas ustanovil samostan menihov reda sv. Avguština, kmalu zatem prenešen na sedanjo lokacijo kilometer stran od prvotne. V njem so bile prvotno shranjene relikvije sv. Jerneja apostola, prinešene iz Beneventa. Po tem italijanskem kraju je samostan, leta 1459 povzdignjen v opatijo, tudi dobil ime. 

## Uprava
Bénévent-l'Abbaye je sedež istoimenskega kantona, v katerega so poleg njegove vključene še občine Arrènes, Augères, Aulon, Azat-Châtenet, Ceyroux, Châtelus-le-Marcheix, Marsac, Mourioux-Vieilleville in Saint-Goussaud s 3.521 prebivalci.
Kanton Bénévent-l'Abbaye je sestavni del okrožja Guéret.

## Zanimivosti
Bénévent-l'Abbaye stoji ob romarski poti v Santiago de Compostelo, imenovani Via Lemovicensis.
- opatija,
- muzej Scénovision de Bénévent-l'Abbaye, predstavitev življenja na ozemlju Bénéventa konec 19. stoletja.